# Y
|  | Per a altres significats, vegeu «Y (desambiguació)». |

La Y és la vint-i-cinquena lletra de l'alfabet català, i vintena de les consonants. El seu nom és i grega.

## Fonètica
En català només s'utilitza per representar el dígraf ny que representa un so nasal palatal, i en alguns estrangerismes com ara playback, keynesià o royalty.
En català antic també havia servit per substituir la lletra i en moltes posicions com quan per exemple fa de conjunció. Amb la lletra ela feia el dígraf <ly> equivalent al dígraf <ll> actual.

## Significats de la Y
- Biologia: Cromosoma sexual dels mamífers que determina el sexe masculí i que només es troba en els mascles.
- Bioquímica: En majúscula és el símbol de la tirosina.
- Física: S'usa per a referir-se al color groc.
- Matemàtiques: Indica sovint la segona coordenada cartesiana i la segona incògnita d'una equació.
- Química: En majúscula és el símbol de l'element químic itri.
- SI: En majúscula símbol de yotta i en minúscula símbol de yocto.
- Quan està invertida indica elecció entre el bé i el mal, per exemple a l'ull de drac germànic.

## Símbols derivats o relacionats
| Caràcter | Descripció              | Unicode (maj./min.) | Html (maj./min.)         | Notes d'ús     |
| -------- | ----------------------- | ------------------- | ------------------------ | -------------- |
| Ý        | Y amb accent agut       | U+00DD U+00FD       | &Yacute; &yacute;        | islandès, txec |
| Ŷ        | Y amb accent circumflex | U+0176 U+0177       |                          | gal·lès        |
| Ÿ        | Y amb dièresi           | U+0176 U+00FF       | &yuml; (només minúscula) | francès        |
| Ỹ        | Y amb titlla            | U+1EF8 U+1EF9       |                          |                |
| ¥        | ien                     | U+00A5              | &yen;                    |                |
| Ẏ        | Y amb punt superior     | U+1E8E U+1E8F       |                          |                |
| Ỵ        | Y amb punt inferior     | U+1EF4 U+1EF5       |                          |                |